# Cyclocephala tetrica
Cyclocephala tetrica är en skalbaggsart som beskrevs av Hermann Burmeister 1847. Cyclocephala tetrica ingår i släktet Cyclocephala och familjen Dynastidae. Inga underarter finns listade i Catalogue of Life.